# Parròquia de Medze
La Parròquia de Medze (en letó: Medzes pagasts) és una unitat administrativa del municipi de Grobiņa, al sud de Letònia. Abans de la reforma territorial administrativa de l'any 2009 pertanyia al raion de Liepaja.

## Pobles, viles i assentaments

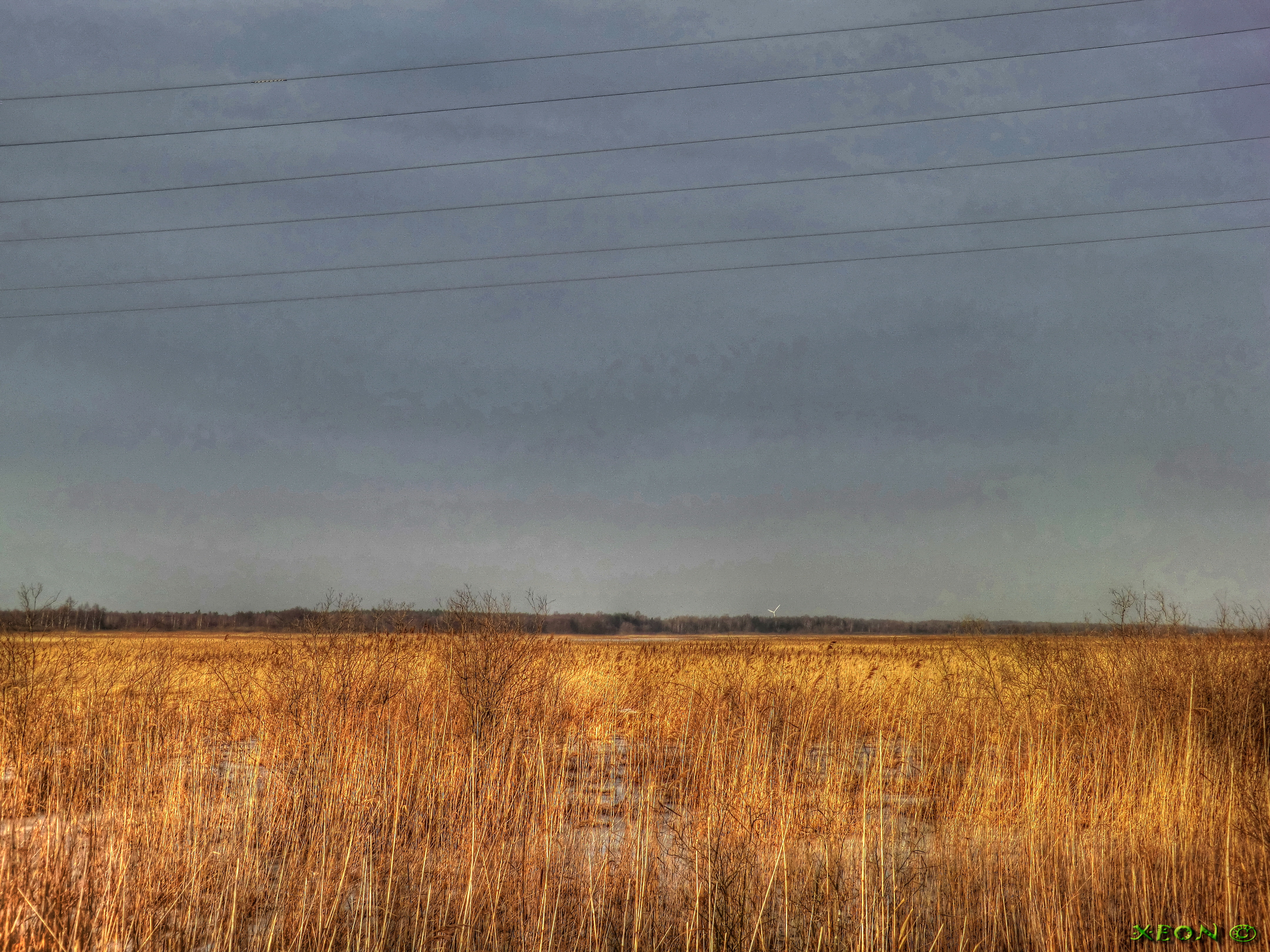
Llac Tosmares

- Ievkalni
- Kapsēde
- Medzes muiža
- Piņķi
- Plienkalni
- Stirnas
- Šķēde
- Tāši

## Hidrografia

### Rius
- Ālande
- Annas upīte
- Lenkupe

### Llacs
- Llac Tāšu
- Llac Tosmares